# Fredrik Dahm
Fredrik Dahm (Oslo, 29 ottobre 1982) è un calciatore norvegese, centrocampista del Korsvoll.

## Biografia
È il fratello maggiore di Mads Dahm.

## Carriera

### Club
Dahm iniziò la sua carriera professionistica con la maglia del Lyn Oslo, esordendo nella 1. divisjon il 6 agosto 2000, sostituendo Frode Birkeland nella vittoria per quattro a due in casa dello HamKam: fu proprio una sua rete a fissare il punteggio sul risultato finale. Passò in seguito al Lørenskog e nel 2006 al Sarpsborg Sparta.
Con il Sarpsborg Sparta, giocò il primo incontro in Adeccoligaen il 9 aprile 2006, giocando da titolare nella sconfitta per uno a zero sul campo del Bodø/Glimt. Il 7 maggio segnò la prima rete con questa maglia, nella sconfitta per sei a due contro lo Aalesund.
Dopo questa stagione, firmò per il Drøbak/Frogn. Dal 2009 tornò al Lyn Oslo, militante nella Tippeligaen. Debuttò nella massima divisione norvegese il 13 aprile dello stesso anno, sostituendo Lucas Pratto nel pareggio a reti inviolate contro il Viking. Il 26 aprile arrivò la prima rete in questa divisione, nella sconfitta casalinga per due a uno contro il Sandefjord. Al termine dell'anno, restò senza contratto.